# スティックコントロール
スティックコントロールとは音楽におけるドラムスの演奏をする上での知識である。スティックコントロールは主にドラムスのことをさすが、木琴やその他の打楽器にもそれぞれ存在する。

## ストローク
ストロークとは打ち方（叩き方）である。様々なストロークが存在し、表現するという目的にあって欠かせない存在といえる。
また、ドラム演奏のウラワザの8割はこのストロークの応用である。

## シングルストローク
手首のスナップでスティックを振り下ろす。腕の筋肉はこの時上げる時と、タイミングをつかむという目的にのみ使用し、基本的には脱力させること。
左右の強さが一定になる訓練を心がける。

## ダブルストローク
手首のスナップでシングルストロークを行いスティックが帰ってくる反動を中指、薬指、小指で押し返す。こうすることで素早く2発目の音を出すことが出来る。これはパラディドルにおいて欠かせない基礎技術である。

## ロールストローク
主に人差し指と親指の力でスティックを握るが、先ほどのダブルストロークをこの二つで行なう。著しくボリュームが低下するが、一定の音量で反動を跳ね返せる回数が3回～4回になり、左右で絶えず繰り返すことによって長時間にわたって猛スピードで叩いているように聞こえる。

## パラディドル
ルーディメンツの１種に数えられる。
左右で交互に一発ずつ鳴らすオルタネートストロークを、変則的に行う奏法のこと。
パラ(１打ずつ叩く)とディドル(２打叩く)が組み合わさったものが語源となっている。
汎用性や応用性はかなり高く、平凡な８ビートが続く譜面も、このパラディドルを使用することで、変則的なビートに聴かせることが出来たり、フィルインに変更したりすることが出来る。

オルタネート↓
R，L，R，L

パラディドル↓
R、L、R、R
R、L、L、R
R、R、L、R

## グリップの応用
片手でスネア、フロアタムといった手順を素早く叩くための技術である。
頻繁に使用するものといえば、左右にあるクラッシュを続けて鳴らす場合などである。
ドラムに座って左半身側をジャーマングリップ、右側をアメリカングリップにすることで、叩いた反動を利用し、スムーズかつ鋭い音で２発打つことが出来る。